# Il Pomofiore
Il Pomofiore è stato un programma televisivo italiano a premi, in onda fra il 1975 e il 1981. Trasmesso inizialmente su Telealtomilanese, condotto da Enzo Tortora per la regia di Beppe Recchia e musiche di Riccardo Vantellini, con Donatella Valmaggia (studentessa di odontotecnica) come "valletta", fu riproposto in seguito da Antenna 3 Lombardia col nome Circo Pomofiore, condotto da Lucio Flauto per la regia di Cino Tortorella.
Ispirato al programma radiofonico La Corrida di cui ha anticipato la versione televisiva (arrivata nel 1986), il programma fu uno dei più grandi successi fra i programmi delle reti private di quegli anni.

## Il programma
Il programma era basato su esibizioni, soprattutto canore ma anche di altro genere (mimiche, recitative, comiche e così via), di "dilettanti allo sbaraglio". Alla fine di ogni esibizione il pubblico era chiamato a esprimere un giudizio, lanciando sul palco un fiore (di plastica) se piacevolmente impressionato, oppure un pomodoro se scontento. Alcune fanciulle, chiamate "spigolatrici", raccoglievano gli oggetti che venivano contati per formare una classifica, in base alla quale venivano premiati, alla fine della trasmissione, il migliore e il peggiore risultato. La trasmissione andò in onda per alcuni anni dal piccolo studio dell'emittente a Busto Arsizio. La seconda versione del programma, intitolata Circo Pomofiore, presentava una scenografia ispirata a motivi circensi. La formula del programma fu replicata anche ad Antennatre, con il nome di La Ciperita, da cipolla e margherita dato che questi sostituirono pomodori e fiori quali strumenti di votazioni del pubblico.
Nel 1998 Antenna 3 ne propose una nuova versione, condotta da Marco Milano.
Tra i personaggi che hanno partecipato a questo programma da concorrente ci fu Matteo Troiano, che diventerà poi noto grazie a Striscia la notizia come il "Maestro Pavarotto" e che fu detentore del titolo di "cantante più stonato" per nove puntate consecutive. E la prima "maglia nera" nel 1976 ottenuta dal duo comico di Cassano Magnago "Carlun & Giuanin" (Luigi Antognoli - Giovanni Lattuada)